# Schienenverkehr in Brunei
Der Schienenverkehr in Brunei spielte bei der Entwicklung des Sultanats Brunei bisher nur eine untergeordnete Rolle.

## Schmalspurbahn der Zeche Brooketon

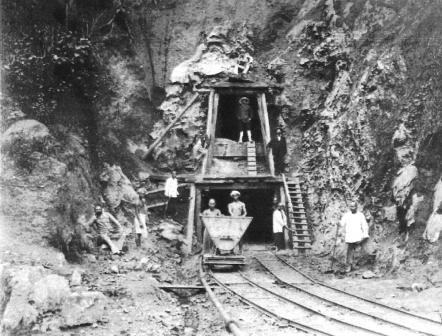
Die Zeche Brooketon Ende des 19. Jahrhunderts

Die Zeche Brooketon im Verwaltungsbezirk Serasa betrieb eine 2,5 km lange Schmalspurbahn mit der ungewöhnlichen Spurweite von 711 mm (2 Fuß 4 Zoll) vom Grubengelände zum Tiefwasserhafen in Muara. Anfänglich wurden hölzerne Schienen verwendet, bis Stahlschienen verlegt wurden, so dass zwei zweiachsige Dampflokomotiven der Achsfolge 0-4-0 von Andrew Barclay Sons & Co. eingesetzt werden konnten:
Die Lokomotive mit der Seriennummer 696 aus dem Baujahr 1891 hatte einen innenliegenden Rahmen, einen Raddurchmesser von 559 mm (1 Fuß 10 Zoll), außenliegende Zylinder mit einem Hubraum von 178 × 356 mm (7 Zoll × 14 Zoll) und nur eine Höhe von 1753 mm (5 Fuß 9 Zoll), um in den nur 1829 mm (6 Fuß) hohen Stollen fahren zu können. Sie war seitlich auf den damals üblichen rechteckigen Namensschildern mit dem Namen MARGUERITE REINE beschriftet, nach Sir Charles Brookes französischer Ehefrau, Margaret de Windt. Die baugleiche Barclay-Lokomotive mit der Seriennummer 815 aus dem Baujahr 1897 hieß BROOKETON. Sie wurde im Januar 1898 von Glasgow aus verschifft.
Diese Strecke wurde inzwischen weitgehend abgebaut, aber es gibt in der Nähe der Schächte noch einige zugewachsene Gleisreste und Lokomotiven, die unter dem Antiquities and Treasure Trove Act of Brunei Darussalam unter Schutz gestellt wurden. Das Museumsamt von Brunei plant, sie in einem Museumsgelände auszustellen, um damit den Ökotourismus von Brunei zu unterstützen.
Zwischen 1888 und 1924 wurden etwa 650.000 t in Brooketon abgebaute Kohle transportiert, die bei einem Zwischenstopp der Dampfschiffe auf der lukrativen Route von Indien nach China sehr begehrt war. Die Zeche und ihre Eisenbahn wurden spätestens 1924 außer Betrieb genommen. Während des Zweiten Weltkriegs bauten die Japaner dort vorübergehend noch einmal Kohle für den lokalen Bedarf ab.

## Schmalspurbahn Seria–Badas
Seit den 1930er Jahren gibt es eine 19,3 km lange Schmalspurbahn mit 600 mm Spurweite von Seria nach Badas. Die Trasse der Bahn mit hölzernen Schienen wurde von der British Malayan Petroleum Company (BMP, heute Brunei Shell Petroleum) gebaut, um Wasser von der von George William Percival Clark betriebenen Pumpstation am Fluss Sungai Belait in Badas nach Seria zu bringen. Sie wurde später auch genutzt, um Pipeline-Rohre zu transportieren.

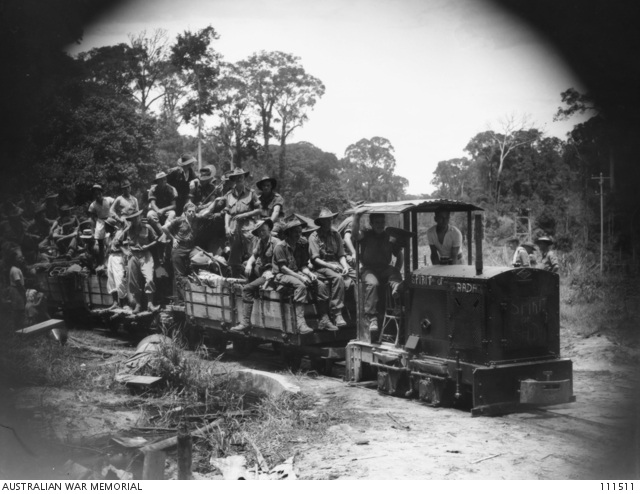
Australische Soldaten nahmen am 12. Juli 1945 die Schmalspurbahn in Seria wieder in Betrieb

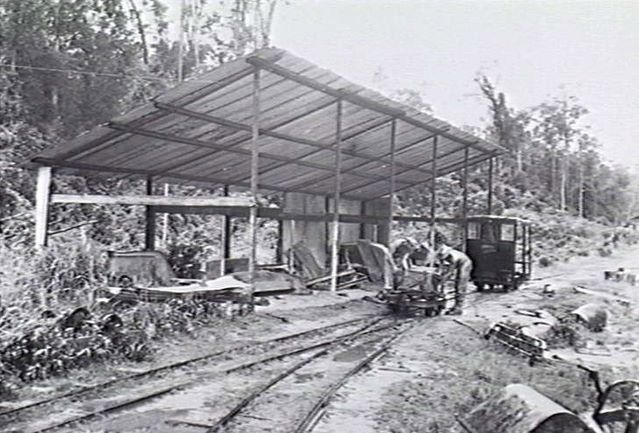
Australische Soldaten am Bahnhof Badas, 31. August 1945

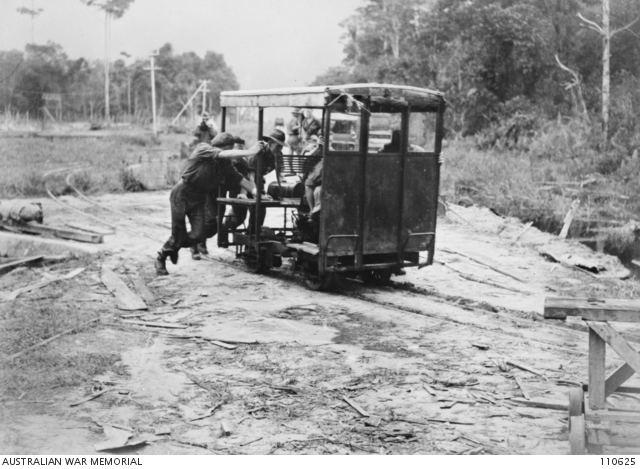
Australische Soldaten schieben eine Lokomotive an, 1945

Die Angestellten der BMP versteckten während des Zweiten Weltkriegs die wichtigsten Teile der Eisenbahn vor den Japanern, die sie daher nicht betreiben konnten. Nach der Befreiung durch die 9. Division der Australian Army tauchten die verschwundenen Teile im Juli 1945 auf wundersame Weise wieder auf, und die Eisenbahn wurde schnell wieder in Betrieb genommen, um zwei 25-Pfünder Haubitzen und deren Munition nach Badas zu bringen, um damit japanische Truppen, die sich dort noch aufhielten, zu bedrängen.
Die Bahn war laut einigen Berichten auch nach dem Jahr 1999 noch in Betrieb. Die Schienen eines nur vom Fluss aus zugänglichen Teilstücks sind auch heute(2013) noch vor Ort und werden wohl für den Holztransport sowie gelegentlich von Naturliebhabern als Fußweg zur Beobachtung von Wildtieren genutzt, obwohl der Abstand zwischen den Schwellen zum Wandern eigentlich zu groß ist.

## Werksbahn der Brunei LNG
Im Flüssigerdgas-Hafen der Brunei LNG (BLNG) in Lumut (Brunei), einem Joint Venture der Regierung von Brunei (50 %), Shell Overseas Trading (25 %) und Mitsubishi (25 %), verkehrt eine Breitspur-Werksbahn mit der ungewöhnlichen Spurweite von 1533 mm (60⅓ Zoll).
Bemo Rail aus Warmenhuizen in den Niederlanden hat dort auf einer Pier die Schienen für den Transport von Arbeitern und deren Ausrüstung zu einer vier Kilometer vor der Küste gelegenen Plattform verlegt, an der Tankschiffe mit Erdgas befüllt werden, da die Tanker wegen ihres Tiefgangs nicht näher an die Küste kommen können. Bemo lieferte auch zwei batteriebetriebene Schienenfahrzeuge aus den Baujahren 1993 und 1997/98 sowie einen nicht-angetriebenen Personenwagen und einige Flachwagen für Werkzeuge. Die Schienenfahrzeuge erhalten ihre Energie aus Batterien und sind explosionsgeschützt ausgeführt (unter anderem mit rostfreien Edelstahl-Rädern). Sie können jeweils zehn Fahrgäste befördern. Die ursprüngliche Typenbezeichnung des Fahrzeugs war RCE-15 (Rail Car Electric, 15 kN (1,5 t) Zugkraft). Inzwischen heißt sie BRE-15 (Bemo Rail Electric). Die Höchstgeschwindigkeit beträgt 15 km/h. Im Jahr 1999 wurde das erste angetriebene Fahrzeug baugleich wie das zweite umgebaut, wobei der Gleichstrommotor durch einen Asynchronmotor ersetzt wurde. Zwei weitere explosionsgeschützte, elektrisch angetriebene Triebwagen und Beiwagen wurden von Alan Keef in England geliefert.

## Trans Borneo Railway (geplant)
Die 4400 km lange Trans Borneo Railway ist noch im Planungsstadium. Sie soll mit einem Aufwand von 33 Milliarden US-Dollar Sarawak, Brunei, Sabah und Kalimantan verbinden. Dadurch könnten Holz und Kohle sowie andere landwirtschaftliche Produkte und Bodenschätze aus dem Hinterland von Borneo über den Hafen in Bandar Seri Begawan weltweit verschifft werden.
Die Stahlimporte für Eisen- und Straßenbahnschienen stiegen seit 1994 von 283 t bis auf bis zu 539 t im Jahr 2002 an, sanken aber inzwischen(2003–2015) wieder auf einen niedrigeren Wert als 1994. Am 10. November 2016 wurde vom Ministerium für öffentliche Arbeiten und Verkehr eine Ausschreibung zur Lieferung von Landvermessungsgeräten für das Normalspur-Eisenbahn-Projekt veröffentlicht.

## Brunei Metro (geplant)
Erste Pläne für eine Metro in Brunei sind noch auf einem sehr unausgereiften Stand. Die Regierung von Brunei lud am 18. April 2017 das malaysische Staatsunternehmen Prasarana Malaysia ein, ein Konzept für ein Metro-Netzwerk zu entwickeln. Bereits seit Dezember 2012 wurden vom ehrenamtlich tätigen Team Open Brunei inoffizielle Vorschläge für 6 Metrolinien und 69 Metrostationen veröffentlicht.